# Krépin Diatta
Krépin Diatta (25 februari 1999) is een Senegalees voetballer die doorgaans speelt als aanvaller. In januari 2021 verruilde hij Club Brugge voor AS Monaco. Diatta maakte in 2019 zijn debuut in het Senegalees voetbalelftal.

## Clubcarrière
Diatta speelde in de Oslo Football Academy. In februari 2017 tekende hij voor vier jaar bij Sarpsborg 08. In zijn debuutseizoen speelde de aanvaller tweeëntwintig competitiewedstrijden, waarin hij tot drie treffers wist te komen. In januari 2018 maakte hij de overstap naar Club Brugge, waar hij na Vladimir Gaboelov de tweede winteraanwinst werd. Met de overgang was circa twee tot drie miljoen euro gemoeid en hij kreeg rugnummer 11 bij de club waar hij voor vierenhalf jaar tekende. Zijn debuut voor de Belgische club maakte hij op 8 april 2018, toen door een doelpunt van Samuel Kalu met 1–0 verloren werd van AA Gent. Diatta mocht van coach Ivan Leko in de rust invallen voor Ahmed Touba. Drie jaar na zijn komst naar Brugge werd Diatta overgenomen voor een bedrag van circa twintig miljoen euro door AS Monaco, waar hij zijn handtekening zette onder een verbintenis voor de duur van vierenhalf jaar.

## Clubstatistieken
| Seizoen | Club         | Competitie      | Competitie | Competitie | Beker | Beker | Internationaal | Internationaal | Totaal | Totaal |
| Seizoen | Club         | Competitie      | Wed.       | Dlp.       | Wed.  | Dlp.  | Wed.           | Dlp.           | Wed.   | Dlp.   |
| ------- | ------------ | --------------- | ---------- | ---------- | ----- | ----- | -------------- | -------------- | ------ | ------ |
| 2017    | Sarpsborg 08 | Eliteserien     | 22         | 3          | 4     | 2     | —              | —              | 26     | 5      |
| 2017/18 | Club Brugge  | Eerste klasse A | 8          | 0          | 0     | 0     | 0              | 0              | 8      | 0      |
| 2018/19 | Club Brugge  | Eerste klasse A | 23         | 2          | 1     | 0     | 4              | 0              | 28     | 2      |
| 2019/20 | Club Brugge  | Eerste klasse A | 22         | 7          | 4     | 1     | 9              | 1              | 35     | 9      |
| 2020/21 | Club Brugge  | Eerste klasse A | 19         | 9          | 0     | 0     | 5              | 0              | 24     | 9      |
| 2020/21 | AS Monaco    | Ligue 1         | 12         | 1          | 4     | 0     | —              | —              | 16     | 1      |
| 2021/22 | AS Monaco    | Ligue 1         | 8          | 1          | 0     | 0     | 5              | 1              | 13     | 2      |
| 2022/23 | AS Monaco    | Ligue 1         | 31         | 4          | 1     | 0     | 10             | 1              | 42     | 5      |
| 2023/24 | AS Monaco    | Ligue 1         | 26         | 0          | 0     | 0     | —              | —              | 26     | 0      |
| 2024/25 | AS Monaco    | Ligue 1         | 18         | 0          | 1     | 0     | 4              | 0              | 23     | 0      |
| Totaal  | Totaal       | Totaal          | 189        | 27         | 15    | 3     | 37             | 3              | 241    | 33     |

Bijgewerkt op 14 mei 2025.

## Interlandcarrière

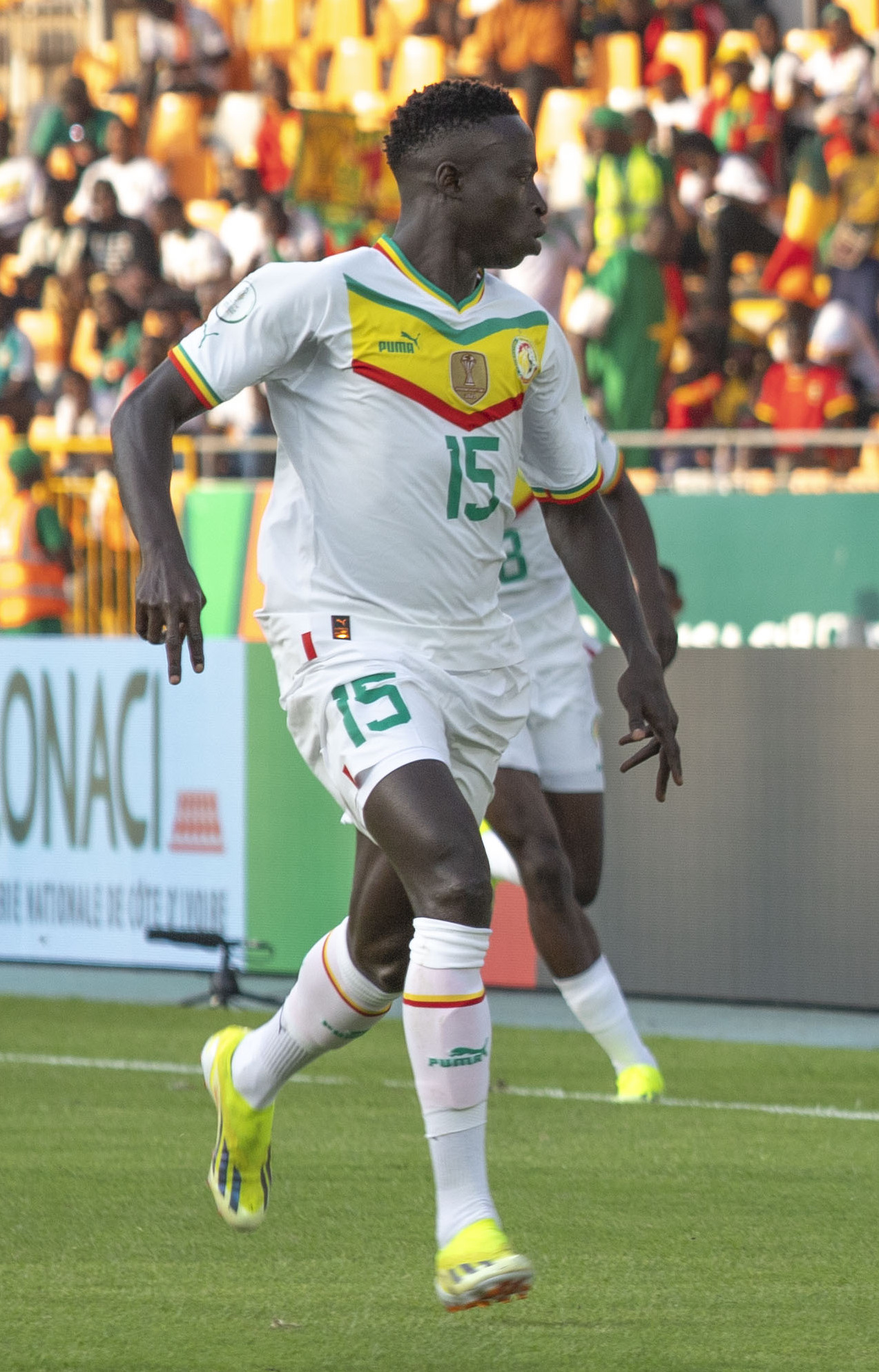
Diatta met Senegal tijdens het Afrikaans kampioenschap voetbal 2023

Diatta maakte op 23 maart 2019 zijn debuut in het Senegalees voetbalelftal, toen met 2–0 gewonnen werd van Madagaskar. M'Baye Niang zorgde voor beide doelpunten. Diatta mocht van bondscoach Aliou Cissé in de basis beginnen en werd na vijfenzeventig minuten naar de kant gehaald ten faveure van Alfred N'Diaye. De andere debutant dit duel was Sada Thioub (Olympique Nîmes). Diatta maakte drie maanden na zijn debuut deel uit van de Senegalese ploeg op het Afrikaans kampioenschap 2019. Op dit toernooi maakte hij tijdens de eerste groepswedstrijd zijn eerste doelpunt, tegen Tanzania. Na het openingsdoelpunt van Keita Baldé Diao verdubbelde Diatta na rust de voorsprong en bepaalde hiermee de eindstand op 2–0. Na een 0–1 nederlaag tegen Algerije werd in de groepsfase nog van Kenia gewonnen (0–3). Via het uitschakelen van Oeganda, Benin en Tunesië kwam Senegal in de finale tegenover Algerije te staan. Dit land was opnieuw met 0–1 te sterk. Diatta speelde in alle wedstrijden mee. Zijn toenmalige clubgenoot Marvelous Nakamba (Zimbabwe) was ook actief op het toernooi.
In november 2022 werd Diatta door Cissé opgenomen in de selectie van Senegal voor het WK 2022. Tijdens dit WK werd Senegal door Engeland uitgeschakeld in de achtste finales nadat het in de groepsfase verloor van Nederland en won van Qatar en Ecuador. Diatta kwam in drie duels in actie. Zijn toenmalige clubgenoten Ismail Jakobs (eveneens Senegal), Axel Disasi, Youssouf Fofana (beiden Frankrijk), Takumi Minamino (Japan) en Breel Embolo (Zwitserland) waren ook actief op het toernooi.
Voor het AK 2023 maakte Diatta onderdeel uit van de Senegalese selectie van Diatta. In de groepsfase won Senegal de poule na zeges op Gambia (3–0), Kameroen (3–1) en Guinee (0–2), waarna in de achtste finales verloren werd van Ivoorkust (1–1, 4–5 na strafschoppen). Diatta speelde in alle duels mee. Zijn toenmalige clubgenoten Wilfried Singo (Ivoorkust), Mohammed Salisu (Ghana), Ismail Jakobs (eveneens Senegal) en Mohamed Camara (Mali) waren ook actief op het toernooi.
| Interlands van Krépin Diatta voor Senegal | Interlands van Krépin Diatta voor Senegal | Interlands van Krépin Diatta voor Senegal | Interlands van Krépin Diatta voor Senegal | Interlands van Krépin Diatta voor Senegal | Interlands van Krépin Diatta voor Senegal | Interlands van Krépin Diatta voor Senegal |
| №                                         | Datum                                     | Wedstrijd                                 | Uitslag                                   | Competitie                                | Goals                                     |                                           |
| Als speler bij Club Brugge                | Als speler bij Club Brugge                | Als speler bij Club Brugge                | Als speler bij Club Brugge                | Als speler bij Club Brugge                | Als speler bij Club Brugge                | Als speler bij Club Brugge                |
| ----------------------------------------- | ----------------------------------------- | ----------------------------------------- | ----------------------------------------- | ----------------------------------------- | ----------------------------------------- | ----------------------------------------- |
| 1                                         | 23 maart 2019                             | Senegal – Madagaskar                      | 2 – 0                                     | AK 2019 kwalificatie                      |                                           |                                           |
| 2                                         | 26 maart 2019                             | Senegal – Mali                            | 2 – 1                                     | Vriendschappelijk                         |                                           |                                           |
| 3                                         | 16 juni 2019                              | Senegal – Nigeria                         | 1 – 0                                     | Vriendschappelijk                         |                                           |                                           |
| 4                                         | 23 juni 2019                              | Senegal – Tanzania                        | 2 – 0                                     | AK 2019                                   | 64'                                       |                                           |
| 5                                         | 27 juni 2019                              | Senegal – Algerije                        | 0 – 1                                     | AK 2019                                   |                                           |                                           |
| 6                                         | 1 juli 2019                               | Kenia – Senegal                           | 0 – 3                                     | AK 2019                                   |                                           |                                           |
| 7                                         | 5 juli 2019                               | Oeganda – Senegal                         | 0 – 1                                     | AK 2019                                   |                                           |                                           |
| 8                                         | 10 juli 2019                              | Senegal – Benin                           | 1 – 0                                     | AK 2019                                   |                                           |                                           |
| 9                                         | 14 juli 2019                              | Senegal – Tunesië                         | 1 – 0 (n.v.)                              | AK 2019                                   |                                           |                                           |
| 10                                        | 19 juli 2019                              | Senegal – Algerije                        | 0 – 1                                     | AK 2019                                   |                                           |                                           |
| 11                                        | 10 oktober 2019                           | Brazilië – Senegal                        | 1 – 1                                     | Vriendschappelijk                         |                                           |                                           |
| 12                                        | 13 november 2019                          | Senegal – Congo-Brazzaville               | 2 – 0                                     | AK 2021 kwalificatie                      |                                           |                                           |
| 13                                        | 17 november 2019                          | Swaziland – Senegal                       | 1 – 4                                     | AK 2021 kwalificatie                      |                                           |                                           |
| 14                                        | 9 oktober 2020                            | Marokko – Senegal                         | 3 – 1                                     | Vriendschappelijk                         |                                           |                                           |
| 15                                        | 11 november 2020                          | Senegal – Guinee-Bissau                   | 2 – 0                                     | AK 2021 kwalificatie                      |                                           |                                           |
| 16                                        | 15 november 2020                          | Guinee-Bissau – Senegal                   | 0 – 1                                     | AK 2021 kwalificatie                      |                                           |                                           |
| Als speler bij AS Monaco                  |                                           |                                           |                                           |                                           |                                           |                                           |
| 17                                        | 26 maart 2021                             | Congo-Brazzaville – Senegal               | 0 – 0                                     | AK 2021 kwalificatie                      |                                           |                                           |
| 18                                        | 30 maart 2021                             | Senegal – Swaziland                       | 1 – 1                                     | AK 2021 kwalificatie                      |                                           |                                           |
| 19                                        | 5 juni 2021                               | Senegal – Zambia                          | 3 – 1                                     | Vriendschappelijk                         | 30'                                       |                                           |
| 20                                        | 8 juni 2021                               | Senegal – Kaapverdië                      | 2 – 0                                     | Vriendschappelijk                         |                                           |                                           |
| 21                                        | 7 september 2021                          | Congo-Brazzaville – Senegal               | 1 – 3                                     | WK 2022 kwalificatie                      |                                           |                                           |
| 22                                        | 9 oktober 2021                            | Senegal – Namibië                         | 4 – 1                                     | WK 2022 kwalificatie                      |                                           |                                           |
| 23                                        | 11 november 2021                          | Togo – Senegal                            | 1 – 1                                     | WK 2022 kwalificatie                      |                                           |                                           |
| 24                                        | 14 november 2021                          | Senegal – Congo-Brazzaville               | 2 – 0                                     | WK 2022 kwalificatie                      |                                           |                                           |
| 25                                        | 24 september 2022                         | Senegal – Bolivia                         | 2 – 0                                     | Vriendschappelijk                         |                                           |                                           |
| 26                                        | 27 september 2022                         | Senegal – Iran                            | 1 – 1                                     | Vriendschappelijk                         |                                           |                                           |
| 27                                        | 21 november 2022                          | Senegal – Nederland                       | 0 – 2                                     | WK 2022                                   |                                           |                                           |
| 28                                        | 25 november 2022                          | Qatar – Senegal                           | 1 – 3                                     | WK 2022                                   |                                           |                                           |
| 29                                        | 4 december 2022                           | Engeland – Senegal                        | 3 – 0                                     | WK 2022                                   |                                           |                                           |
| 30                                        | 24 maart 2023                             | Senegal – Mozambique                      | 5 – 1                                     | AK 2023 kwalificatie                      |                                           |                                           |
| 31                                        | 28 maart 2023                             | Mozambique – Senegal                      | 0 – 1                                     | AK 2023 kwalificatie                      |                                           |                                           |
| 32                                        | 17 juni 2023                              | Benin – Senegal                           | 1 – 1                                     | AK 2023 kwalificatie                      |                                           |                                           |
| 33                                        | 20 juni 2023                              | Brazilië – Senegal                        | 2 – 4                                     | Vriendschappelijk                         |                                           |                                           |
| 34                                        | 12 september 2023                         | Senegal – Algerije                        | 0 – 1                                     | Vriendschappelijk                         |                                           |                                           |
| 35                                        | 16 oktober 2023                           | Senegal – Kameroen                        | 1 – 0                                     | Vriendschappelijk                         |                                           |                                           |
| 36                                        | 18 november 2023                          | Senegal – Zuid-Soedan                     | 4 – 0                                     | WK 2026 kwalificatie                      |                                           |                                           |
| 37                                        | 21 november 2023                          | Togo – Senegal                            | 0 – 0                                     | WK 2026 kwalificatie                      |                                           |                                           |
| 38                                        | 8 januari 2024                            | Senegal – Niger                           | 1 – 0                                     | Vriendschappelijk                         |                                           |                                           |
| 39                                        | 15 januari 2024                           | Senegal – Gambia                          | 3 – 0                                     | AK 2023                                   |                                           |                                           |
| 40                                        | 19 januari 2024                           | Senegal – Kameroen                        | 3 – 1                                     | AK 2023                                   |                                           |                                           |
| 41                                        | 23 januari 2024                           | Guinee – Senegal                          | 0 – 2                                     | AK 2023                                   |                                           |                                           |
| 42                                        | 29 januari 2024                           | Senegal – Ivoorkust                       | 1 – 1 (4 – 5 n.s.)                        | AK 2023                                   |                                           |                                           |
| 43                                        | 14 november 2024                          | Burkina Faso – Senegal                    | 0 – 1                                     | AK 2025 kwalificatie                      |                                           |                                           |
| 44                                        | 19 november 2024                          | Senegal – Burundi                         | 2 – 0                                     | AK 2025 kwalificatie                      |                                           |                                           |
| 45                                        | 22 maart 2025                             | Soedan – Senegal                          | 0 – 0                                     | WK 2026 kwalificatie                      |                                           |                                           |
| 46                                        | 25 maart 2025                             | Senegal – Togo                            | 2 – 0                                     | WK 2026 kwalificatie                      |                                           |                                           |

Bijgewerkt op 14 mei 2025.

## Erelijst
| Eerste klasse A | 2 | 2017/18, 2019/20 |
| Supercup        | 1 | 2018             |